# Joaquín Lluch y Garriga
Joaquín Lluch y Garriga (Manresa, 22 febbraio 1816 – Umbrete, 28 settembre 1882) è stato un cardinale e arcivescovo cattolico spagnolo.
Fu nominato cardinale della Chiesa cattolica da papa Leone XIII.

## Biografia
Nacque a Manresa il 22 febbraio 1816. Il 27 settembre 1858 fu nominato vescovo delle Isole Canarie. L'anno successivo fu nominato amministratore apostolico della diocesi di San Cristóbal de La Laguna o Tenerife.
Fu promosso alla diocesi di Salamanca il 13 marzo 1868 e successivamente alla diocesi di Barcellona il 16 gennaio 1874. Il 20 marzo 1877 si dimise da amministratore apostolico della diocesi di San Cristóbal de La Laguna o Tenerife e alcuni mesi più tardi (7 maggio 1877) fu nominato arcivescovo di Siviglia.
Partecipò, inoltre, ai lavori del Concilio Vaticano I.
Papa Leone XIII lo elevò al rango di cardinale nel concistoro del 27 marzo 1882, ma morì prima di recarsi a Roma e di ricevere il titolo cardinalizio.
Morì il 28 settembre 1882 all'età di 66 anni a Umbrete, nei pressi di Siviglia e fu sepolto nella cattedrale di Siviglia. Il suo monumento funebre è opera dello scultore Agapit Vallmitjana i Barbany.

## Genealogia episcopale e successione apostolica
La genealogia episcopale è:
- Cardinale Scipione Rebiba
- Cardinale Giulio Antonio Santori
- Cardinale Girolamo Bernerio, O.P.
- Arcivescovo Galeazzo Sanvitale
- Cardinale Ludovico Ludovisi
- Cardinale Luigi Caetani
- Cardinale Ulderico Carpegna
- Cardinale Paluzzo Paluzzi Altieri degli Albertoni
- Papa Benedetto XIII
- Papa Benedetto XIV
- Papa Clemente XIII
- Cardinale Francesco Saverio de Zelada
- Cardinale Antonio Sentmanat y Castellá
- Cardinale Luigi Maria di Borbone-Spagna
- Arcivescovo Bernardo Francés Caballero
- Vescovo Carlos Laborda Clau
- Vescovo Florencio Llorente y Montón
- Cardinale Joaquín Lluch y Garriga, O.C.D.

La successione apostolica è:
- Arcivescovo Tomás Costa y Fornaguera (1876)
- Cardinale Marcelo Spínola y Maestre (1881)